# Labrador (skivbolag)
Labrador, ett svenskt skivbolag med säte i Stockholm, som specialiserar sig på indiepop.

## Historia
Labrador grundades av Bengt Rahm 1997 i Malmö. Förebilder var nischade brittiska skivbolag och svenska fanzine som Ett Noll Ett och Benno. Ett av de första band att signeras var svenska Club 8. Club-8 medlemmen Johan Angergård drev sedan tidigare skivbolaget Summersound Recordings tillsammans med medlemmar från bandet Acid House Kings. Inom kort slogs Summersound och Labrador samman till Labrador Records och det nya bolagets säte förlades till Stockholm.
Johan Angergård blev ansvarig för "allt som hade med musiken att göra" medan grafikern Mattias Berglund tog hand om omslag, hemsida och affischer. Bengt Rahm kvarstod som delägare.

## Artister

### Nuvarande (2012)
- Acid House Kings
- Amanda Mair
- Club 8
- Det vackra livet
- [ingenting]
- Irene
- The Legends
- Little Big Adventure
- The Mary Onettes
- Pallers
- Pelle Carlberg
- The Radio Dept.
- Sambassadeur
- Starlet
- Suburban Kids with Biblical Names

### Tidigare
- Aerospace
- Afraid of Stairs
- Airliner
- Chasing Dorotea
- Cinnamon
- Corduroy Utd.
- Douglas Heart
- Edson
- Happydeadmen
- Johan Hedberg
- Lasse Lindh
- Laurel Music
- Leslies
- Loveninjas
- Mondial
- Ronderlin
- The Sound of Arrows
- South Ambulance
- Tribeca
- Waltz for Debbie
- Wan Light

### Fotnoter
1. 1 2  Arvidsson, Henrik (11 februari 2007). ”Pophund med hög svansföring”. Dagens Nyheter. http://www.dn.se/kultur-noje/musik/pophund-med-hog-svansforing. Läst 22 december 2011.